# Вечер на рейде
«Ве́чер на ре́йде» — популярная песня композитора Василия Соловьёва-Седого на стихи Александра Чуркина, написанная в 1941 году в Ленинграде. Также известна под названиями «Споёмте, друзья!» и «Прощай, любимый город!». Ноты песни были опубликованы в 1942 году. В годы Великой Отечественной войны её исполняли Владимир Бунчиков с Михаилом Михайловым и Владимиром Нечаевым, а также Ефрем Флакс и Клавдия Шульженко. Песня не утратила своей популярности и в послевоенное время, войдя в число песенных шедевров Соловьёва-Седого.
По мнению музыковеда Арнольда Сохора, «Вечер на рейде» является одним из наиболее ярких и самобытных образцов лирических песен «коллективного героя», посвящённых любви к Родине. Обсуждая мелодию песни, музыковед Юлий Кремлёв отмечал её интонационную свежесть и яркость, а также то, что она «подлинно напевна и местами великолепно расширяется». Композитор Юрий Милютин писал, что Соловьёву-Седому удалось найти «такие интонации и такую тему, которые явились обобщающими для всех слоёв населения, и песня стала по-настоящему народной».

## История

### Создание песни
Споёмте, друзья, ведь завтра в поход

Уйдём в предрассветный туман.

Споём веселей, пусть нам подпоёт

Седой боевой капитан.

Прощай, любимый город!

Уходим завтра в море.

И ранней порой

Мелькнёт за кормой

Знакомый платок голубой.
Песня «Вечер на рейде» была создана в Ленинграде в августе 1941 года, незадолго до того, как город оказался в блокаде. По словам Василия Соловьёва-Седого, в те августовские дни он в составе группы композиторов и музыкантов принимал участие в погрузочных работах в Ленинградском порту. Композитор вспоминал: «Стоял чудесный вечер, какие бывают, мне кажется, только у нас на Балтике. Невдалеке на рейде стоял какой-то корабль, с него доносились к нам звуки баяна и какая-то песня. Мы как раз кончили нашу работу и долго слушали, как поют моряки. У меня возникла мысль написать песню об этом чудесном вечере, неожиданно выпавшем на долю людей, которым завтра, может быть, предстояло идти в опасный поход, в бой. Возвратившись домой из порта, я сел сочинять эту песню».

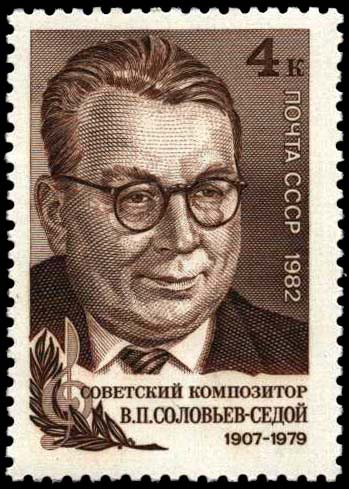
Василий Соловьёв-Седой на почтовой марке СССР 1982 года

В той же группе был и поэт Александр Чуркин, который впоследствии так описывал события этого вечера: «Соловьёв-Седой сидел молчаливый и задумчивый. Когда мы отправлялись домой, он сказал: „Замечательный вечер. Сто́ит песни“. Видимо, у него уже зародилась мелодия, потому что он тут же сообщил мне „размерчик“… Содержание нужно такое: моряки покидают любимый город, прощаются…».
На следующий день Чуркин по предложенному размеру написал три куплета и передал их Соловьёву-Седому, а через три дня композитор позвонил ему и сказал: «Песню закончил. Получился широкий повторяющийся припев, а слов для припева нет. Приезжай сочинять». Чуркин приехал к Соловьёву-Седому, который сыграл на рояле созданную им мелодию для песни, включая припев, начало которого композитор придумал сам — «Прощай, любимый город!». Впоследствии Соловьёв-Седой вспоминал: «Я думал о моряках, которые отдают свою жизнь, защищая морские подступы к нашему городу, и меня охватывало горячее желание выразить в музыке их настроения и чувства. Дома я сел за рояль и за несколько часов сочинил песню, варьируя бесконечно одну и ту же фразу: „Прощай, любимый город…“». Надо было сочинять продолжение припева. Чуркин предложил: «Уходим в море скоро», но Соловьёв-Седой настаивал на другом варианте — «Уходим завтра в море». Поспорив из-за рифмы, Чуркин в конце концов согласился, после чего продолжение припева они создали вместе: «И ранней порой / Мелькнёт за кормой / Знакомый платок голубой».
Авторская рукопись песни «Вечер на рейде», представляющая собой небольшой листок нотной бумаги с записью первых строк, хранится в архиве Российского национального музея музыки.

### После создания
Когда работа над песней была завершена, авторы представили её в Ленинградском отделении Союза композиторов СССР, которое находилось на улице Зодчего Росси, однако другие композиторы раскритиковали эту песню как «упадочную и минорную», посчитав, что она «не способствует поднятию духа воинов в столь суровое время». В этой ситуации Соловьёв-Седой решил отложить распространение песни до лучших времён.
Вскоре после этого авторы песни были эвакуированы: Чуркин — в Архангельск, а Соловьёв-Седой — в Чкалов (ныне Оренбург). В эвакуации Соловьёв-Седой создал эстрадный театр «Ястребок», в составе которого в феврале 1942 года выехал в район Ржева, на Калининский фронт, где в землянках под баян исполнял перед солдатами свои песни. Во время одного из таких концертов кто-то из слушателей попросил его спеть что-нибудь для души, и тогда композитор вспомнил о «Вечере на рейде». Впоследствии он рассказывал: «В низкой, тускло освещённой землянке, тесно окружённый бойцами, я впервые запел песню, сложенную мною ещё в Ленинграде, песню прощания с любимым городом. Услышав, что мне подпевают, сначала тихо, а затем всё громче и громче, я с радостью понял, что песня дошла до солдатского сердца».
В то же время встречаются утверждения о том, что песня «Вечер на рейде» исполнялась и была хорошо известна в Ленинграде ещё осенью и зимой 1941 года — тогда Соловьёва-Седого там уже не было, и он мог об этом не знать. По рассказам Михаила Вайнера, руководившего в то время Центральным ансамблем краснофлотской песни и пляски Военно-морского флота СССР, после плохого приёма песни в Союзе композиторов Соловьёв-Седой заехал к ним. Композитор был взволнован и возбуждён и сразу же уединился в кабинете художественного руководителя вместе с хормейстером (по другим сведениям — дирижёром) ансамбля Семёном Герчиковым, а затем оттуда донеслись музыка и тихое пение. Михаил Вайнер вспоминал: «Незнакомый напев, задушевный, волнующий, заставил отложить все дела. Это был „Вечер на рейде“… Мы эту песню сразу приняли, разучили и стали везде исполнять». По словам Вайнера, в исполнении ансамбля «Вечер на рейде» был записан, его неоднократно передавали по радио, а в 1942 году ансамбль с большим успехом исполнил эту песню на гастролях в Москве.
В 1942 году ноты песни «Вечер на рейде» были выпущены отдельными изданиями Всесоюзным управлением по охране авторских прав и Музыкальным фондом СССР. Тем не менее нападки на произведение Соловьёва-Седого и Чуркина продолжались — в частности, в том же 1942 году в докладе Всесоюзного общества культурной связи с заграницей, подготовленном для ЦК ВКП(б), утверждалось, что текст песни «до такой степени абстрактен и выхолощен, что может быть использован любой страной и любой армией, вплоть до фашистской».

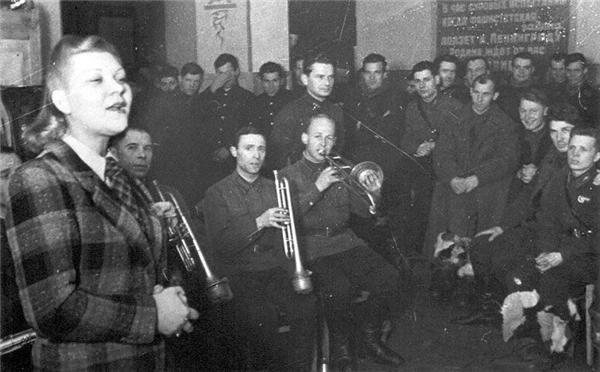
Выступает Клавдия Шульженко — одна из первых исполнительниц песни (фотография 1941 года)

Осенью 1942 года песня «Вечер на рейде» была записана на грампластинку в исполнении Владимира Бунчикова и Михаила Михайлова, в 1943 году появилась запись Ефрема Флакса с трио баянистов, а в 1944 году Бунчиков записал её вместе с Владимиром Нечаевым. Одной из первых профессиональных исполнительниц песни была Клавдия Шульженко, исполнявшая её на концертах с 1942 года. За создание песен «Играй, мой баян», «Вечер на рейде» и «Песня мщения» Василию Соловьёву-Седому в 1943 году была присуждена Сталинская премия.
О популярности песни «Вечер на рейде» в годы Великой Отечественной войны свидетельствовало появление различных вариантов и переделок её изначального текста. Версия, исполнявшаяся парашютистами-десантниками, начиналась со слов: «Споёмте, друзья, ведь завтра в полёт / Летим мы во вражеский тыл. / Споём веселей, пусть нам подпоёт, / Кто песен родных не забыл». Один из руководителей партизанского движения в Крыму Иван Козлов в своей книге «В Крымском подполье» вспоминал, что бойцы одного из отрядов переделали припев следующим образом: «Прощай, любимый город! / Уходим завтра в горы, / И ранней порой / Мелькнёт за спиной / Зелёный мешок вещевой». Известно, что не только советские, но и итальянские партизаны сочинили на этот мотив свою версию песни, в которой рассказывалось о девушке, принимавшей участие в борьбе против нацизма.
Песня «Вечер на рейде» не утратила своей популярности и в послевоенное время, войдя в число песенных шедевров Соловьёва-Седого. В конце 1950-х годов её мелодию исполнял американский пианист Ван Клиберн; в частности, телевизионная передача с его исполнением служит фоном для монолога Тамары (актриса Людмила Гурченко) — героини фильма режиссёра Никиты Михалкова «Пять вечеров» (1978).

## Анализ и отзывы
Музыковед Арнольд Сохор считал «Вечер на рейде» одним из наиболее ярких и самобытных образцов лирических песен «коллективного героя», посвящённых любви к Родине. В частности, нежность и тепло выражены в задушевном обращении «Прощай, любимый город!», сочетающем в себе декламационный возглас, затем самый высокий во всей песне подъём на слове «любимый» и, вслед за тем, интонацию «вздоха» на слове «город». В то же время в песне содержится «отпечаток задумчивой грусти из-за предстоящей разлуки», который в мелодии передаётся «застываниями» и паузами на фоне размеренного движения аккомпанемента. По словам Сохора, грустный оттенок музыки «определяется медленным и плавным движением в миноре с неоднократным подчёркиванием метрическими акцентами наиболее характерных минорных ступеней лада — третьей (6 раз) и шестой (6 раз)», однако «грусть эта светла» — на всём протяжении мелодии многократно «„всплывает“ мажор», регулярность и естественность появления которого создают впечатление того, что он «всё время таится в этой музыке». Сохор отмечал, что «не останавливающееся ни на миг неторопливое и мерное внутреннее движение», содержащееся в мелодии, вызывает ощущение спокойствия и стойкости, созвучное времени и обстоятельствам создания песни.
Музыковед Юлий Кремлёв писал, что «замечательные достоинства песни „Вечер на рейде“ были обусловлены вдохновенностью, образностью и обобщённостью произведения». По его словам, эта песня была написана «не потому, что композитор поставил себе рассудком определённую задачу, а потому, что не смог не откликнуться на воспринятое и пережитое им». Обсуждая мелодию песни, Кремлёв отмечал, что она «подлинно напевна и местами великолепно расширяется», композитор использует «фактор мелодического речитатива», а также выделяет пунктированные ритмы, которые, соединяясь с распевностью, приобретают интонационную свежесть и яркость.
Сокурсник Соловьёва-Седого по Ленинградской консерватории, композитор Николай Ган считал, что песня «Вечер на рейде» «по своей художественной значимости выходит за рамки просто песни», называл её «песней-симфонией, несмотря на куплетную форму». Линеарные аккорды на органном пункте в коротком вступлении к песне он описал как «щемящие гармонии дебюссистского склада».
Музыковед Владимир Гуревич обращает внимание на то, что мелодия знаменитого «Вечера на рейде» «построена вопреки всем правилам» вокальной композиции: она начинается с хода на октаву, за которым следуют малая септима и малая секста, а припев песни «зиждется на выписанном морденте (!), пришедшем из барочной клавесинной традиции». Этот стилевой «парадокс» Гуревич оценивает как «гениальный приём», рождающий «море ассоциаций».
Композитор Юрий Милютин отмечал, что в песне «Вечер на рейде» Василий Соловьёв-Седой «нашёл такие интонации и такую тему, которые явились обобщающими для всех слоёв населения, и песня стала по-настоящему народной».

## Исполнители
За свою историю, начиная с исполнений Владимира Бунчикова с Михаилом Михайловым (1942) и Владимиром Нечаевым (1944), а также Клавдии Шульженко и Ефрема Флакса (1943), песня «Вечер на рейде» входила в репертуар многих известных певцов и певиц, таких как Александр Розум с Анатолием Александровичем, Муслим Магомаев, Георгий Виноградов, Людмила Гурченко, Юрий Богатиков, Борис Зайцев, Евгений Нестеренко, Алибек Днишев, Иосиф Кобзон, Олег Погудин и другие. В качестве солистов Ансамбля песни и пляски Советской армии песню исполняли Евгений Беляев с Борисом Шапенко, а также Виктор Никитин с Владимиром Катеринским. В 1970-х годах песню вместе с Большим детским хором Всесоюзного радио и Центрального телевидения исполнял солист Серёжа Парамонов.

## Комментарии
1. ↑  Пунктированный (или пунктирный) ритм — ритмический рисунок, включающий в себя чередование удлинённой сильной доли (в нотной записи обозначается точкой или точками справа от соответствующей ноты) и укороченной слабой доли[27][28].